# Lycopodiella geometra
Lycopodiella geometra är en lummerväxtart som beskrevs av B. Øllg. och Wind.. Lycopodiella geometra ingår i släktet strandlumrar, och familjen lummerväxter. Inga underarter finns listade i Catalogue of Life.